# Sydney Track Classic 2022
Das Sydney Track Classic 2022 war eine Leichtathletik-Veranstaltung, die am 12. März 2022 im Sydney Olympic Park Aquatic Centre (SOPAC) in der Hauptstadt des Bundesstaates New South Wales, Sydney stattfand. Es war die dritte Veranstaltung der World Athletics Continental Tour und sie zählt zu den Bronze-Meetings, der dritthöchsten Kategorie dieser Leichtathletik-Serie. Zudem ist sie Teil der Australian Athletics Tour Tour.

## Resultate

### Männer

#### 100 m
| Platz | Athlet             | Land | Zeit (s) |
| ----- | ------------------ | ---- | -------- |
| 1     | Edward Osei-Nketia | NZL  | 10,30    |
| 2     | Jack Hale          | AUS  | 10,40    |
| 3     | Jacob Despard      | AUS  | 10,41    |
| 4     | Ismail Kamara      | SLE  | 10,41    |
| 5     | Will Roberts       | AUS  | 10,45    |
| 6     | Jake Doran         | AUS  | 10,45    |
| 7     | Joshua Azzopardi   | AUS  | 10,46    |
| 8     | Christopher Ius    | AUS  | 10,56    |
| 8     | Connor Bond        | AUS  | 10,56    |

Wind: −0,1 m/s

#### 400 m
| Platz | Athlet             | Land | Zeit (s) |
| ----- | ------------------ | ---- | -------- |
| 1     | Alexander Beck     | AUS  | 46,24 SB |
| 2     | Ian Halpin         | AUS  | 46,48    |
| 3     | Callum Rorison     | AUS  | 46,92 PB |
| 4     | Nicholas Donaldson | AUS  | 47,00    |
| 5     | Liam Webb          | NZL  | 47,32    |
| 6     | Conor Fry          | AUS  | 47,47    |
| 7     | Matthew Crowe      | AUS  | 48,04    |
| 8     | Jordan Sarmento    | AUS  | 48,69    |

#### 800 m
| Platz | Athlet                     | Land | Zeit (min) |
| ----- | -------------------------- | ---- | ---------- |
| 1     | Peter Bol                  | AUS  | 1:46,03 SB |
| 2     | James Preston              | NZL  | 1:46,25 PB |
| 3     | Mikuto Kaneko              | JPN  | 1:47,29 SB |
| 4     | Brad Mathas                | NZL  | 1:47,42 SB |
| 5     | Charlie Jeffreson          | AUS  | 1:47,66    |
| 6     | Jack Lunn                  | AUS  | 1:47,67    |
| 7     | Joseph Deng                | AUS  | 1:50,44    |
| 8     | Jeffrey Riseley            | AUS  | 1:53,98    |
|       | Obssa Youssouf (Pacemaker) | AUS  | DNF        |

#### 110 m Hürden
| Platz | Athlet             | Land | Zeit (s) |
| ----- | ------------------ | ---- | -------- |
| 1     | Nicholas Hough     | AUS  | 13,75 SB |
| 2     | Jacob McCorry      | AUS  | 13,89 SB |
| 3     | Cedric Dubler      | AUS  | 13,91 SB |
| 4     | Sam Hurwood        | AUS  | 14,01    |
| 5     | Daniel Golubovic   | AUS  | 14,02 PB |
| 6     | Alec Diamond       | AUS  | 14,36 PB |
| 7     | Ryan Neale         | AUS  | 15,05    |
|       | Mitchell Lightfoot | AUS  | DNF      |

Wind: +0,2 m/s

#### Hochsprung
| Platz | Athlet                  | Land | Höhe (m) |
| ----- | ----------------------- | ---- | -------- |
| 1     | Joel Baden              | AUS  | 2,24     |
| 2     | Yual Reath              | AUS  | 2,16     |
| 3     | Simioluwa Thomsen-Ajayi | AUS  | 2,16 SB  |
| 4     | Ryō Satō                | JPN  | 2,11     |
| 5     | Oscar Miers             | AUS  | 2,11     |
| 6     | Darcy Holmes            | AUS  | 2,06     |
| 7     | Angus Clark             | AUS  | 2,06     |
| 8     | Cedric Dubler           | AUS  | 2,01     |

#### Stabhochsprung
| Platz | Athlet              | Land | Höhe (m) |
| ----- | ------------------- | ---- | -------- |
| 1     | Dalton Di Medio     | AUS  | 5,15     |
| 2     | Angus Armstrong     | AUS  | 5,05     |
| 3     | Jack Downey         | AUS  | 4,95     |
| 4     | Liam Georgilopoulos | AUS  | 4,85     |
| 5     | Triston Vincent     | AUS  | 4,85     |
|       | Liam Harris         | AUS  | NMH      |

#### Dreisprung
| Platz | Athletin        | Land | Weite (m) |
| ----- | --------------- | ---- | --------- |
| 1     | Ayo Ore         | AUS  | 16,11 =SB |
| 2     | Emmanuel Fakiye | AUS  | 15,77 SB  |
| 3     | Julian Konle    | AUS  | 16,01     |
| 4     | Shemaiah James  | AUS  | 15,03 PB  |
| 5     | Ryan Marshall   | AUS  | 14,65 SB  |

#### Diskuswurf
| Platz | Athlet           | Land | Weite (m) |
| ----- | ---------------- | ---- | --------- |
| 1     | Matthew Denny    | AUS  | 64,64     |
| 2     | Daniel Golubovic | AUS  | 47,17     |
| 3     | Alec Diamond     | AUS  | 45,15     |

#### Hammerwurf
| Platz | Athlet          | Land | Weite (m) |
| ----- | --------------- | ---- | --------- |
| 1     | Ned Weatherly   | AUS  | 68,74 PB  |
| 2     | Timothy Heyes   | AUS  | 68,31 PB  |
| 3     | William Brown   | AUS  | 64,54     |
| 4     | Costa Kousparis | AUS  | 61,87     |

### Frauen

#### 100 m
| Platz | Athlet              | Land | Zeit (s) |
| ----- | ------------------- | ---- | -------- |
| 1     | Ella Connolly       | AUS  | 11,37    |
| 2     | Bree Masters        | AUS  | 11,44    |
| 3     | Riley Day           | AUS  | 11,48    |
| 4     | Celeste Mucci       | AUS  | 11,53 SB |
| 5     | Kristie Edwards     | AUS  | 11,62    |
| 6     | Jacinta Beecher     | AUS  | 11,70 SB |
| 7     | Aleksandra Stoilova | AUS  | 11,75    |
| 8     | Monique Quirk       | AUS  | 11,88    |
| 9     | Liz Clay            | AUS  | 11,90 PB |

Wind: +0,3 m/s

#### 400 m
| Platz | Athlet             | Land | Zeit (s) |
| ----- | ------------------ | ---- | -------- |
| 1     | Ella Connolly      | AUS  | 52,21 PB |
| 2     | Jessica Thornton   | AUS  | 53,95    |
| 3     | Jasmin Guthrie     | AUS  | 54,10    |
| 4     | Paige Campbell     | AUS  | 54,35 SB |
| 5     | Ellie Beer         | AUS  | 54,70    |
| 6     | Angeline Blackburn | AUS  | 56,50    |

#### 800 m
| Platz | Athlet                     | Land | Zeit (min) |
| ----- | -------------------------- | ---- | ---------- |
| 1     | Bendere Oboya              | AUS  | 2:01,92 PB |
| 2     | Claudia Hollingsworth      | AUS  | 2:02,34 SB |
| 3     | Tess Kirsopp-Cole          | AUS  | 2:02,64 PB |
| 4     | Ellie Sanford              | AUS  | 2:03,08    |
| 5     | Georgia Griffith           | AUS  | 2:03,27 SB |
| 6     | Sarah Billings             | AUS  | 2:03,28 PB |
| 7     | Hayley Kitching            | AUS  | 2:03,87 PB |
| 8     | Emma Philippe              | AUS  | 2:04,35 PB |
| 9     | Montana Monk               | AUS  | 2:04,70 PB |
| 10    | Lora Roff                  | AUS  | 2:06,93 SB |
|       | Matilda Ryan (Pacemakerin) | AUS  | DNF        |

#### 100 m Hürden
| Platz | Athlet           | Land | Zeit (s) |
| ----- | ---------------- | ---- | -------- |
| 1     | Liz Clay         | AUS  | 12,92 WL |
| 2     | Celeste Mucci    | AUS  | 13,02    |
| 3     | Abbie Taddeo     | AUS  | 13,25    |
| 4     | Michelle Jenneke | AUS  | 13,38    |
| 5     | Danielle Shaw    | AUS  | 13,60    |
| 6     | Georgia Fichardt | AUS  | 14,34    |
| 7     | Sophia Cibei     | AUS  | 14,52    |
|       | Delta Amidzovski | AUS  | DSQ      |

Wind: −0,2 m/s

#### 400 m Hürden
| Platz | Athlet           | Land | Zeit (s) |
| ----- | ---------------- | ---- | -------- |
| 1     | Portia Bing      | NZL  | 55,54    |
| 2     | Isabella Guthrie | AUS  | 58,72    |
| 3     | Akiko Ito        | JPN  | 59,36    |
| 4     | Brodee Mate      | AUS  | 60,31    |
| 5     | Genevieve Cowie  | AUS  | 60,89    |
| 6     | Susie Douglas    | AUS  | 61,53    |
| 7     | Susie Seitaridis | AUS  | 63,69    |

#### Hochsprung
| Platz | Athletin           | Land | Höhe (m) |
| ----- | ------------------ | ---- | -------- |
| 1     | Keeley O’Hagan     | NZL  | 1,80     |
| 2     | Emily Whelan       | AUS  | 1,78     |
| 3     | Toby Stolberg      | AUS  | 1,73     |
| 4     | Alexandra Harrison | AUS  | 1,73     |
| 5     | Alysha Burnett     | AUS  | 1,68     |

#### Stabhochsprung
| Platz | Athletin             | Land | Höhe (m) |
| ----- | -------------------- | ---- | -------- |
| 1     | Courtney Smallacombe | AUS  | 4,15     |
| 2     | Jamie Scroop         | AUS  | 4,15 =SB |
| 3     | Madeline Lawson      | AUS  | 4,05 =SB |
| 4     | Raphaela Corney      | AUS  | 4,05     |
| 5     | Olivia Gross         | AUS  | 3,70     |
| 6     | Elizabeth Baral      | AUS  | 3,55     |

#### Dreisprung
| Platz | Athlet               | Land | Weite (m) |
| ----- | -------------------- | ---- | --------- |
| 1     | Desleigh Owusu       | AUS  | 13,18 PB  |
| 2     | Annabelle Parmegiani | AUS  | 12,88     |
| 3     | Jessie Harper        | AUS  | 12,66 PB  |
| 4     | Charlotte McGill     | AUS  | 12,52 SB  |
| 5     | Emilaya Ellis        | AUS  | 12,13     |

#### Kugelstoßen
| Platz | Athletin        | Land | Weite (m) |
| ----- | --------------- | ---- | --------- |
| 1     | Sally Shokry    | AUS  | 13,69     |
| 2     | Sarah Thorpe    | AUS  | 13,51 SB  |
| 3     | Alysha Pearson  | AUS  | 13,38 SB  |
| 4     | Kaitlyn Coulter | AUS  | 13,04 SB  |

#### Diskuswurf
| Platz | Athletin          | Land | Weite (m) |
| ----- | ----------------- | ---- | --------- |
| 1     | Jade Lally        | GBR  | 59,90     |
| 2     | Taryn Gollshewsky | AUS  | 55,52     |
| 3     | Marley Raikiwasa  | AUS  | 50,21     |
| 4     | Sally Shokry      | AUS  | 47,77     |
| 5     | Samantha Peace    | AUS  | 47,29     |
| 6     | Ashlyn Blackstock | AUS  | 45,99     |

#### Hammerwurf
| Platz | Athletin         | Land | Weite (m) |
| ----- | ---------------- | ---- | --------- |
| 1     | Alexandra Hulley | AUS  | 68,94 SB  |
| 2     | Odette Palma     | AUS  | 53,13     |
| 3     | Caitlyn Hester   | AUS  | 52,43     |
| 4     | Alysha Pearson   | AUS  | 51,91     |
| 5     | Lara Roberts     | AUS  | 51,46     |